# Kunstmuseum aan Zee

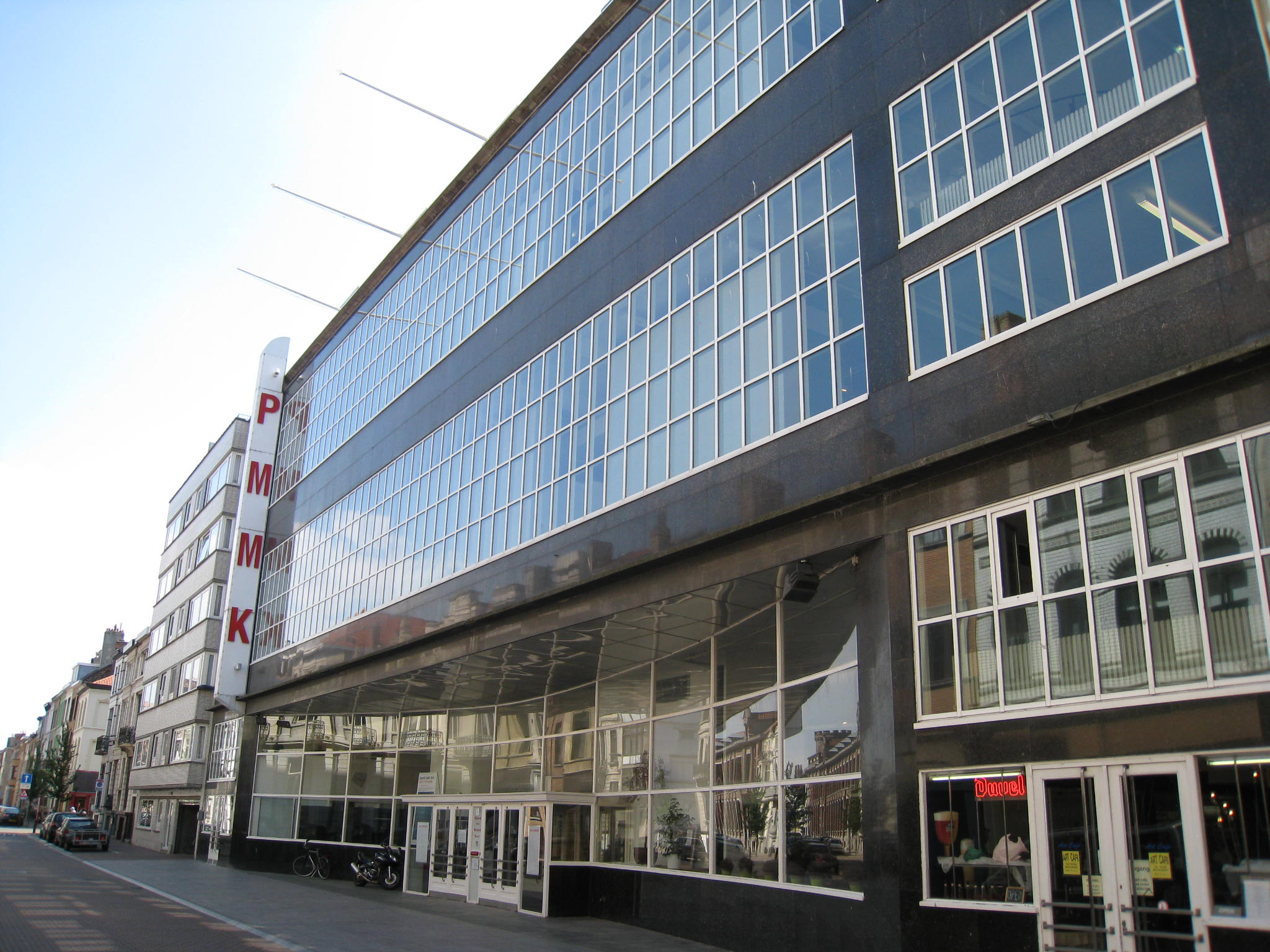
Kunstmuseum aan Zee

Mu.ZEE, van "(kunst)museum aan zee", is een museum voor moderne en hedendaagse beeldende kunst in Oostende.

## Geschiedenis
Het museum ontstond in 2008 ingevolge een samenvoeging van twee bestaande kunstmusea in de stad: het Museum voor Schone Kunsten en het Provinciaal Museum voor Moderne Kunst (PMMK) van de provincie West-Vlaanderen. In 2010 resulteerde deze samenvoeging in de oprichting van de vzw Mu.ZEE.  De bevoegdheid van de provincie West-Vlaanderen is in 2018 overgegaan naar Vlaanderen. Sindsdien is Mu.ZEE een instelling van de Vlaamse Gemeenschap en de stad Oostende.
Mu.ZEE bestaat uit twee locaties : Mu.ZEE in de Romestraat in Oostende en het Permekemuseum in Jabbeke. Tot en met 2017 viel ook het Ensorhuis onder het beheer van de vzw.  Vanaf  2018 werd een project opgezet om het Ensorhuis om te vormen tot een bezoekerscentrum onder het beheer van Toerisme Oostende.  Omdat er heel wat kunsthistorische kennis over James Ensor en zijn tijdgenoten binnen Mu.ZEE aanwezig is, blijft er een nauwe samenwerking bestaan tussen het Ensorhuis en Mu.ZEE.
Op 1 juni 2021 heropende Mu.ZEE met een vernieuwde visie, waarbij ook het gebouw terugkeerde naar zijn essentie. Er wordt geput uit de eigen collectie (8000 stukken) waarbij een overzicht wordt gegeven van de Belgische kunst vanaf de 19de eeuw.

## Verzameling
De verzameling omvat Belgische kunst van 1830 tot heden, met James Ensor, Willy Finch en andere leden van "Les XX", Léon Spilliaert, Constant Permeke, Jean Brusselmans en de overige Vlaamse expressionisten, Paul Joostens, Georges Van Tongerloo, Paul Delvaux, Jef Verheyen, Roger Raveel, Paul Van Hoeydonck, Louis Van Lint, Jan Fabre, Frits Van den Berghe en Luc Tuymans. In de loop der jaren heeft Mu.ZEE de collectie aangevuld met kunstwerken van hedendaagse kunstenaars zoals Sammy Baloji, Lili Dujourie, Saddie Choua, Anne-Mie Van Kerckhoven en Otobong Nkanga.  
De eigen collectie omvat meer dan 8000 kunstwerken van 1341 kunstenaars. Het oudste werk dateert van 1821, nl. Francois Bossuet "De zaagmolens te Slijkens nabij Oostende".   
Tot aan de nieuwe inrichting in 2021 waren aan Ensor en Spilliaert twee permanente museumvleugels gewijd. Er was eveneens een permanente vleugel waarin de cineast Raoul Servais centraal stond. Deze kwam tot stand in samenwerking met het Fonds Raoul Servais. 
Er werd gekozen voor een chronologische voorstelling van de eigen collectie in afwachting van de geplande ingrijpende renovatie in 2024. 
Werk van laureaten van de "Europaprijs voor Schilderkunst van de Stad Oostende" behoort tot de collectie: Herbert Zangs, Jacques Chemay, Walter Leblanc, Bram Bogart, Roy Adzak, Michel Tyszblat, Jacques Étienne, Yoshio Watanabe, Ruven Levav, Marc Maet, Daniel Mafé, William Sweetlove, Xiao Xia, Guy Van Bossche, Florent Vermeiren, Antoni Sanchez-Teña, Heli Mäki-Arvela.
Mu.ZEE ontwikkelt via een transcultureel en transhistorisch tentoonstellingsprogramma nieuwe visies op de Belgische moderne en hedendaagse kunst. Tegelijkertijd worden door de historische en culturele dwarsverbanden in de tentoonstellingen koppelingen gemaakt naar actuele en maatschappelijke thema's.

## Galerij
|  |  |  |  |  |

## Ensor Research Project
Samen met het KMSKA, het MSK Gent en een privéverzameling startte Mu.ZEE in 2013  het Ensor Research Project waarin onder meer met behulp van geavanceerde beeldtechnieken Ensors creatieve processen worden bestudeerd.

## Het gebouw
Het gebouw aan de Romestraat 11 werd in 1949-1955 gebouwd als warenhuis van de Socialistische Coöperatieve SEO naar een ontwerp uit 1948 van architect Gaston Eysselinck (1907-1953). Het gebouw met zijn karakteristieke glaswand behield amper vijfentwintig jaar zijn originele functie. Toen de coöperatieve in 1981 failliet werd verklaard begon de zoektocht naar een nieuwe bestemming. Uiteindelijk werd in 1982 het gebouw eigendom van de Provincie West-Vlaanderen om onderdak te bieden aan het PMMK. De verbouwingswerken startten in 1984 en in 1986 kon het het museum openen met een retrospectieve van Constant Permeke.